# Ombres blanches (librairie)
Pour l’article homonyme, voir Ombres blanches.
Ombres blanches est une librairie indépendante et généraliste de Toulouse (France) située dans le centre-ville, entre les rues Gambetta, des Gestes et de Mirepoix, à proximité de la place du Capitole. Fondée en 1975 par Jean-Paul Archie, rapidement reprise par Christian et Martine Thorel, elle est reconnue pour la qualité de ses rayons. Elle était en 2006 la première librairie indépendante de Midi-Pyrénées, devant Castéla (place du Capitole, fermé en 2012) et la Maison du Livre (à Rodez),.

## Histoire

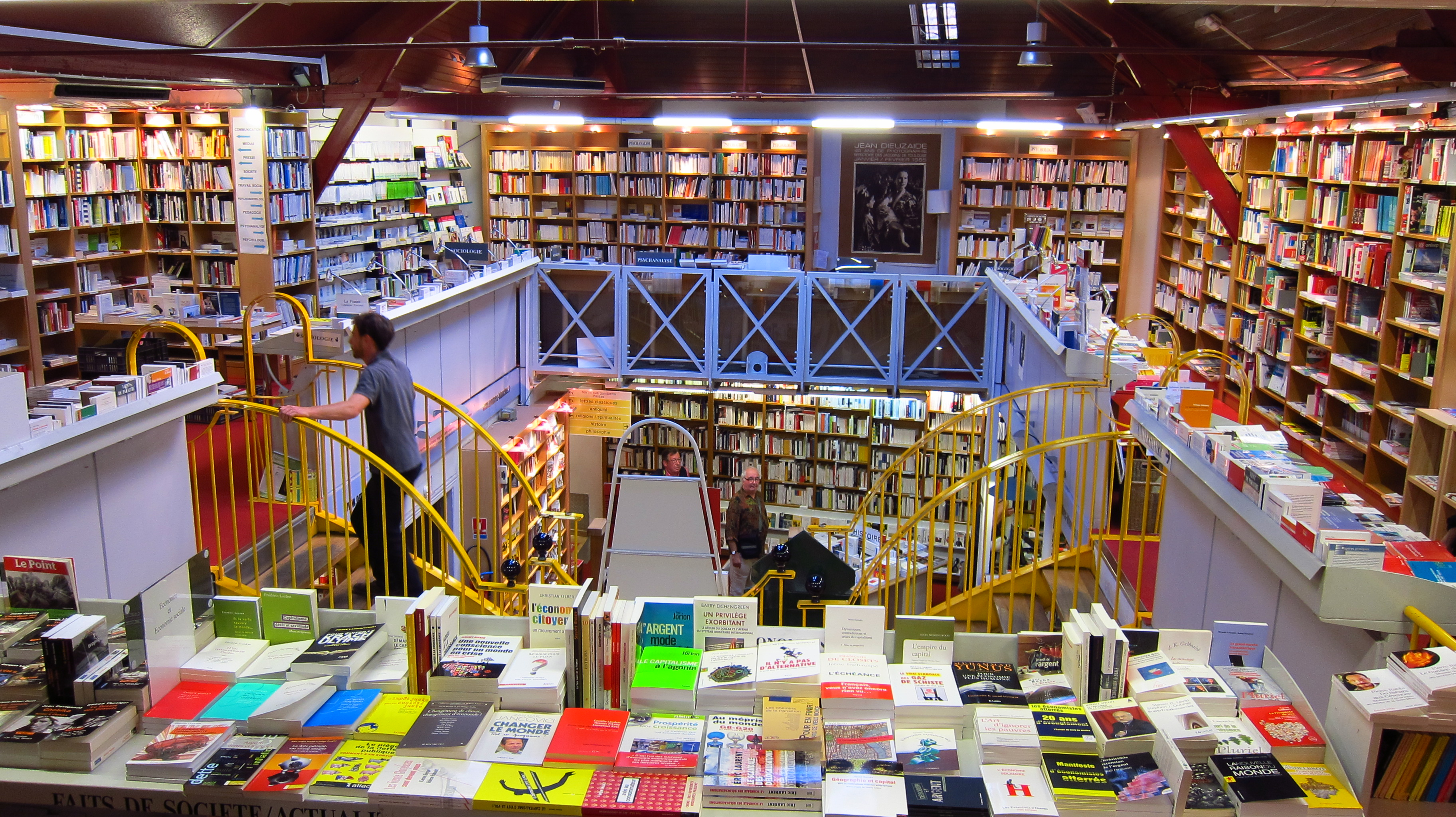
L'intérieur du magasin principal.

La librairie est fondée en 1975 par une équipe de quatre personnes, dirigée par Jean-Paul Archie, dans le mouvement de libération culturelle et d'engagement politique et social que connaissent les années 1970. Le nom Ombres blanches est en lien avec le cinéma, puisqu'il fait référence au film Ombres blanches, un des tout premiers films parlants, réalisé par W. S. Van Dyke et Robert J. Flaherty en 1928. Jean Cocteau, dans Le Passé défini, avait d'ailleurs dit du film : « Aujourd'hui j'ai entendu le rire des femmes dans Ombres blanches ». La librairie occupe un petit local de la rue Gambetta, de seulement 80 m2. En 1979, Jean-Paul Archie laisse la librairie à Christian et Martine Thorel. En 1981, la librairie devient une société par actions simplifiée, dirigée par Christian et Martine Thorel, qui détiennent la majorité des parts. Les autres actionnaires sont Jean-Paul Archie, les Éditions de Minuit, Le Seuil et l’Association pour le développement de la librairie de création (ADELC). 
La librairie se développe particulièrement dans les années 1980, particulièrement grâce aux bénéfices de la loi Lang sur le prix du livre de 1981, qui soutient le développement des librairies indépendantes. En 1982 et en 1989 d'abord, puis entre 2000 et 2014, elle s'est agrandie plusieurs fois, jusqu'à atteindre une surface totale de 1 600 m². La librairie actuelle a conservé les deux axes majeurs de la librairie d’origine, la littérature et les sciences humaines. Dans un contexte difficile pour les librairies dû à la concurrence croissante (vente en ligne, grandes surfaces), à la baisse de la rentabilité et à la hausse des coûts (loyers en centre-ville, personnel), marqué par la fermeture de la librairie Castéla en 2012, puis de la Bible d'Or en 2018, Ombres blanches poursuit ses activités. Tout en diversifiant ses domaines, elle a conservé la littérature et les sciences humaines comme axes majeurs.

## Activités

### Librairie
L'espace de vente est constitué de quatre magasins voisins mais ne communiquant pas entre eux, pour une superficie totale de 1 600 m². Ces quatre magasins sont :
- no 50 rue Gambetta, no 5 et no 9 rue des Gestes : le magasin principal, ouvert en 1975, a été agrandi successivement en 2000 et 2005. Il possède trois accès différents. Il regroupe la plupart des rayons : Philosophie-Histoire-Religions, Sociologie-Psychologie-Psychanalyse, Économie-Droit-Formation, Sciences, Littérature-Poésie-Théâtre, Lettres-Langue-française, Langues étrangères, Polar-SF-Fantasy, Bandes-dessinées et Jeunesse ;

- no 48 rue Gambetta : le deuxième magasin, ouvert en 2007, regroupe les rayons Nature-Jardins-Randonnées, Cuisine-Loisirs-Santé et Voyage-Guides-Récits ;

- no 33 rue Gambetta : le troisième magasin, ouvert en 2014, est consacré au rayon Cinéma ;

- no 3 rue de Mirepoix : le quatrième magasin, ouvert en 2014, est consacré au rayon Livres bilingues et en VO.

### Autres
La librairie accueille chaque semaine des auteurs pour des débats avec le public. La librairie avait déjà accueilli près de 5 000 écrivains en 2012. En novembre 2011 étaient notamment invités le prix Goncourt Alexis Jenni et le prix Renaudot Emmanuel Carrère. Un café littéraire, Côté Cour, est également ouvert en 2014 près de l'entrée de la rue des Gestes.
La librairie participe également au rendez-vous annuel du Banquet du livre de Lagrasse.

## Données économiques
Le nombre de titres en magasin est de 130 000 en 2014. Sa part de marché est de 35 % sur l'agglomération toulousaine en 2011. Cette année-là, elle est une des onze librairies toulousaines à bénéficier du label LiR (Librairie Indépendante de Référence).